# Nesodesmus insulanus
Nesodesmus insulanus är en mångfotingart som beskrevs av Chamberlin 1914. Nesodesmus insulanus ingår i släktet Nesodesmus och familjen fingerdubbelfotingar. Inga underarter finns listade i Catalogue of Life.